# Bobbie's Girl
Pour plus de détails, voir Fiche technique et Distribution.
Bobbie's Girl est un téléfilm irlandais diffusé le 9 juin 2002 sur Showtime.

## Synopsis
Bobbie Langham et Bailey Lewis vivent ensemble et tiennent un pub dans un village du bord de mer près de Dublin, en Irlande. Elles sont aidées par le frère de Bailey, David.
Bobbie apprend qu'elle est atteinte d'un cancer du sein et doit faire face à cette épreuve. De plus, son neveu Alan qui a dix ans vient de perdre ses parents, et Bailey propose de le prendre avec elles.

## Distribution
- Rachel Ward : Bobbie
- Bernadette Peters : Bailey
- Jonathan Silverman : David
- Thomas Sangster : Alan

## Accueil
Le Los Angeles Times du 8 juin 2002 résume : « une histoire sans héros ni méchants, mais pleine de cœur, Bobbie's Girl ajoute sa voix unique à la discussion ».
La critique de Variety est déçue du résultat, le téléfilm n'exploitant pas suffisamment selon elle le cadre irlandais et le lesbianisme des personnages.
Sur le site Rotten Tomatoes, qui rassemble les critiques ciné et télé, le téléfilm obtient 81 % de critiques favorables.
Le site français Univers-L conclut : « Un téléfilm émouvant et touchant à découvrir ».

## Distinctions
Pour son rôle dans ce téléfilm, Bernadette Peters est nommée aux Daytime Emmy Awards, récompenses télévisuelles américaines décernées chaque année aux programmes diffusés en journée (day-time) par l'Académie nationale des arts et des sciences de la télévision.